# Capri c'est fini
"Capri c'est fini" là đĩa đơn thứ hai của nam ca sĩ Pháp Hervé Vilard. Bản nhạc tiếng Pháp này được ông tự viết và ca trở thành một bản nhạc rất được ưa chuộng ở Pháp và quốc tế trong mùa hè 1965 cùng với bản nhạc Aline của Christophe, bắt đầu sự nghiệp âm nhạc của Vilard, làm ông nổi tiếng ngay lập tức. Bài hát này đã bán được 3.3 triệu đĩa. Vilard đã cho xuất bản 7 ngôn ngữ khác nhau.
Cảm hứng tới khi Vilard thấy một ép phích quảng cáo du lịch tới đảo Capri tại một trạm Paris Métro. "C'est fini" cũng là tên một bản nhạc của Charles Aznavour. Bài hát nói về một quan hệ tình cảm, bắt đầu ở Capri, còn trong giai đoạn đầu, bị tan vỡ.